# NGC 3318
NGC 3318 ist eine Balken-Spiralgalaxie vom Hubble-Typ SBb im Sternbild Segel des Schiffs am Südsternhimmel. Sie ist schätzungsweise 114 Millionen Lichtjahre von der Milchstraße entfernt.
Das Objekt wurde am 2. März 1835 von John Herschel entdeckt.
Am 26. Mai 2000 wurde in NGC 3318 die Supernova SN 2000cl entdeckt.

## NGC 3318-Gruppe (LGG 199)
| Galaxie   | Alternativname | Entfernung/Mio. Lj |
| --------- | -------------- | ------------------ |
| NGC 3318  | PGC 31533      | 114                |
| NGC 3250  | PGC 30671      | 116                |
| PGC 30775 | NGC 3250B      | 103                |
| PGC 30865 | NGC 3250E      | 115                |
| PGC 31565 | NGC 3318B      | 113                |
| PGC 30285 | ESO 317-17     | 117                |
| PGC 30416 | ESO 317-19     | 108                |
| PGC 30409 | ESO 317-21     | 118                |
| PGC 30534 | ESO 317-23     | 119                |